# Refrigerador de terracota

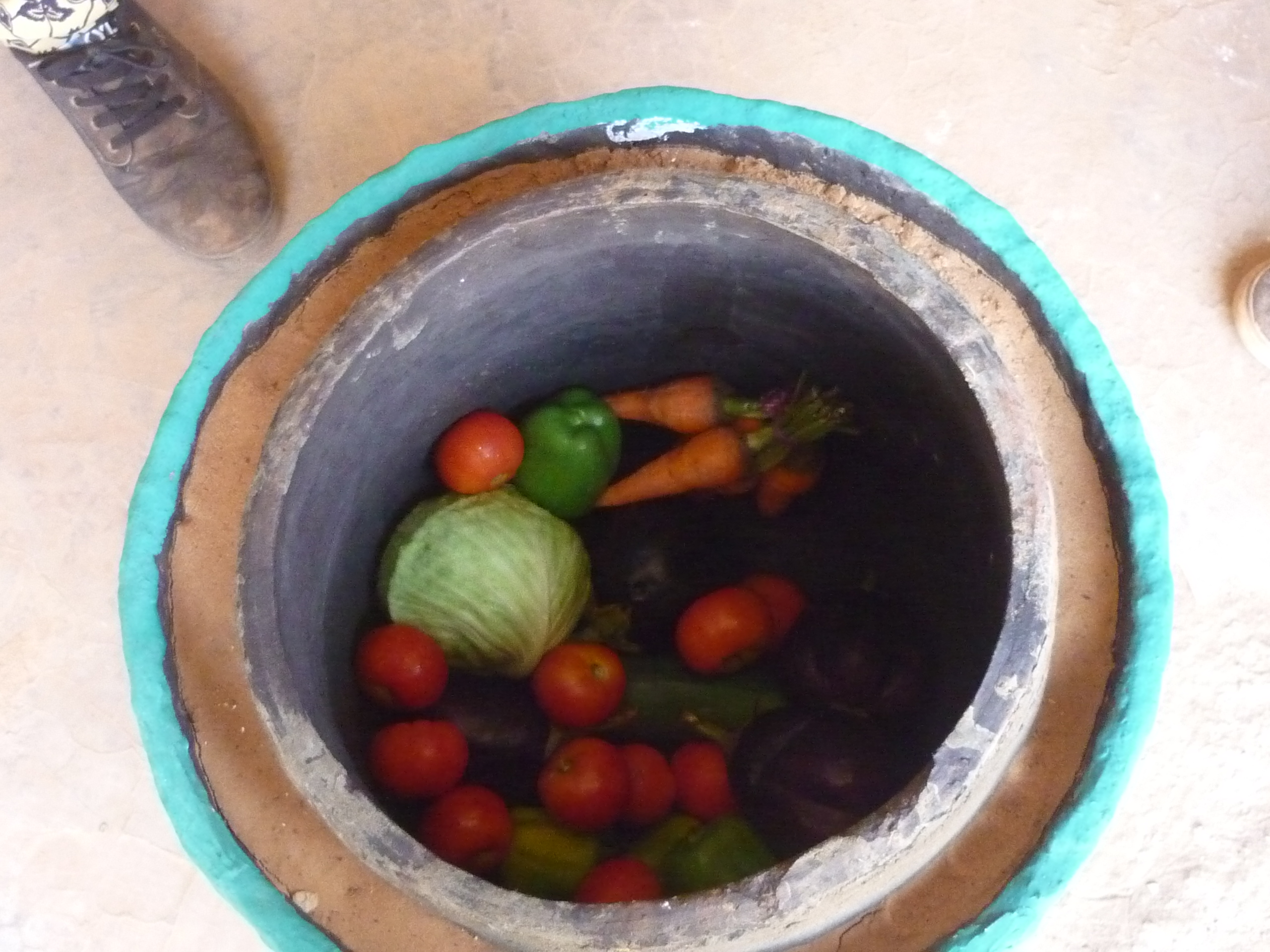
Um refrigerador de panela de barro cheio de vegetais

Um Refrigerador de Terracota, Refrigerador de Panela de Barro, Refrigerador de Pote em Pote ou zeer ( árabe : زير ) é um dispositivo de refrigeração por resfriamento evaporativo que não usa eletricidade. Ele usa um pote de barro externo poroso (preenchido com areia úmida) contendo um pote interno (que pode ser esmaltado para evitar a penetração do líquido) dentro do qual o alimento é colocado. A evaporação do líquido externo extrai calor da panela interna. O dispositivo pode resfriar qualquer substância e requer apenas um fluxo de ar relativamente seco e uma fonte de água.

## História
Muitos potes de barro de cerca de 3000 aC foram descobertos na Civilização do Vale do Indo e são considerados usados para resfriar e armazenar água. Os potes são semelhantes aos atuais ghara e matki usados na Índia e no Paquistão.
Há evidências de que o resfriamento evaporativo pode ter sido usado no Norte da África já no Antigo Reino do Egito, por volta de 2500 AC. Afrescos mostram escravos abanando potes de água, o que aumentaria o fluxo de ar em torno dos potes porosos para ajudar na evaporação e resfriar o conteúdo. Esses potes existem até hoje e são chamados de zeer, daí o nome do refrigerador de potes. Apesar de ter sido desenvolvida no norte da África, a tecnologia parece ter sido esquecida desde o advento dos modernos refrigeradores elétricos.
No entanto, no subcontinente indiano, ghara, matka e surahi, todos diferentes tipos de potes de argila, são usados diariamente para resfriar a água. Na Espanha, os botijos são populares. O botijo é um recipiente de argila porosa usado para manter e resfriar a água, onde eles têm sido usados há séculos e ainda são relativamente difundidos. Os botijos são mais favorecidos pelo clima mediterrâneo baixo. Localmente, o efeito de resfriamento é conhecido como "efeito botijo".
Na década de 1890, os mineradores de ouro da Austrália desenvolveram o cofre Coolgardie, com base nos mesmos princípios.
Na zona rural do norte da Nigéria na década de 1990, Mohamed Bah Abba desenvolveu o Sistema de Resfriamento de Preservação em Pote de Terracota, que consiste em um pequeno pote de barro colocado dentro de um maior e o espaço entre os dois preenchido com areia úmida. O pote interno é preenchido com frutas, vegetais ou refrigerantes e coberto com um pano úmido. Abba, que vem de uma família de fabricantes de panelas, aproveitou a grande força de trabalho local desempregada e contratou fabricantes de panelas qualificados para produzir em massa o primeiro lote de 5.000 potes refrigeradores. Ele recebeu o Rolex Award for Enterprise em 2001 e usou seu prêmio de $ 75.000 para tornar a invenção disponível em toda a Nigéria. Abba planejou uma campanha educacional adaptada à vida da aldeia e à população analfabeta, apresentando uma peça gravada em vídeo por atores locais para dramatizar os benefícios da geladeira do deserto. Os potes são vendidos a 40 centavos de dólar o par.
Após o ano 2000, várias ONGs internacionais começaram a trabalhar na disseminação desta tecnologia em vários países africanos: Practical Action no Sudão, Humanity First na Gâmbia e Movement e. V. em Burkina Faso.
Uma extensa pesquisa também foi realizada no Mali pela D-Lab, em parceria com o World Vegetable Center.

## Construção

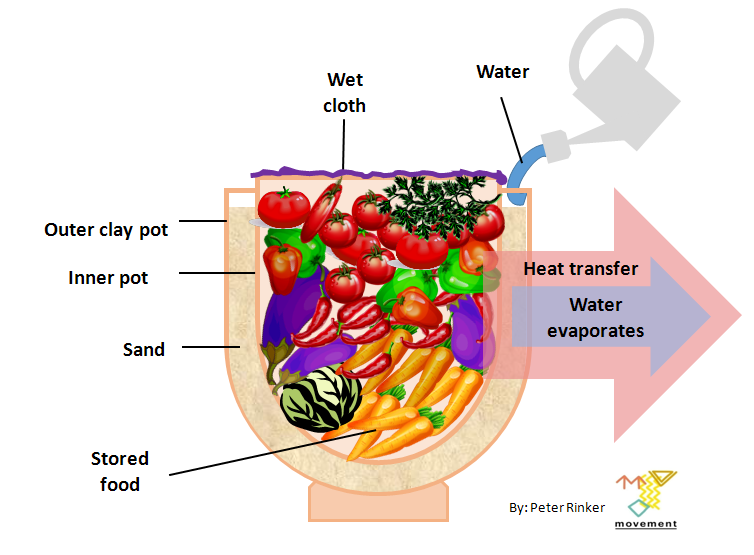
Funcionamento de um refrigerador de panela de barro

Um zeer é construído colocando um pote de barro dentro de um pote de barro maior com areia úmida entre os potes e um pano úmido por cima.
O dispositivo resfria conforme a água evapora, permitindo a refrigeração em climas quentes e secos. Deve ser colocado em local seco e ventilado para que a água evapore com eficácia para o exterior. Os resfriadores evaporativos tendem a funcionar mal ou não funcionar em climas com alta umidade ambiente , uma vez que a água não é capaz de evaporar bem nessas condições.
Se houver uma camada impermeável de separação entre o alimento e os potes porosos, água não potável, como a água do mar, pode ser usada para conduzir o processo de resfriamento, sem contaminar o alimento. Isso é útil em locais áridos próximos ao oceano, onde a água potável é uma mercadoria limitada e pode ser realizada usando um pote interno revestido com esmalte à prova d'água ou cimento  aplicado na parede interna onde o alimento é armazenado.
A operação prolongada é possível se os potes forem capazes de retirar água de um recipiente de armazenamento, como uma jarra hermética invertida, ou se os potes forem colocados em uma piscina rasa de água. Uma cinta pode ser usada para amarrar o vaso interno em vez de usar areia para evitar que flutue.
Alternativas para a construção do zeed incluem várias versões de um simples pote em um prato. Para maior capacidade de armazenamento, as câmaras de resfriamento evaporativo (ECCs) podem ser construídas a partir de uma estrutura de tijolo de parede dupla com cobertura de palha e madeira. Os mesmos princípios básicos de operação se aplicam. Informações detalhadas sobre materiais e métodos de construção podem ser encontradas no guia de práticas recomendadas do D-Lab.

## Condições de funcionamento
Várias considerações importantes são relevantes para determinar se um dispositivo de resfriamento evaporativo fornecerá resfriamento e armazenamento eficazes. Os ECCs e os resfriadores de panela de barro fornecem os maiores benefícios quando são usados em climas de baixa umidade (menos de 40% de umidade relativa), temperatura relativamente alta (temperatura máxima diária superior a 25 ° C), água está disponível para adicionar ao dispositivo entre uma a três vezes por dia, e o dispositivo pode ser colocado em uma área sombreada e bem ventilada. Se algum desses critérios-chave não puder ser atendido no momento em que for necessário melhorar o armazenamento de vegetais, então os ECCs ou os resfriadores de panela de barro podem não fornecer benefícios suficientes para justificar seu uso.

## Eficácia
A eficácia do resfriamento evaporativo varia com a temperatura, umidade e fluxo de ar. Dado um fluxo constante de ar frio e seco, o resfriamento evaporativo pode atingir temperaturas tão baixas quanto a temperatura de bulbo úmido, a condição de umidade de 100% na temperatura dada. As tabelas documentadas  mostram a temperatura mínima que pode ser alcançada em diferentes temperaturas iniciais e percentuais de umidade.
Para determinar a eficácia das câmaras de resfriamento evaporativo para usos específicos, é útil considerar o seguinte:
Tipo de vegetais ou outros produtos que precisam de armazenamento melhorado
ECCs ou resfriadores de panela de argila fornecem benefícios se a deterioração pós-colheita de vegetais for o resultado da exposição a altas temperaturas, baixa umidade, animais ou insetos. Alguns exemplos de vegetais que são particularmente vulneráveis a essas condições incluem berinjela, tomate, folhas verdes, pimentão e quiabo. Consulte a seção "Conclusões e recursos adicionais" do Guia de Boas Práticas  para uma lista mais completa de vegetais que podem se beneficiar do armazenamento em um dispositivo de resfriamento evaporativo. Dispositivos de resfriamento evaporativo não elétrico - como ECCs e resfriadores de panela de barro - não são adequados para itens que requerem temperaturas sustentadas abaixo de 20 ° C (medicamentos, carnes e laticínios) ou alimentos que requerem um ambiente de baixa umidade (cebola, café, alho, painço e outros grãos).
Volume de vegetais armazenados a qualquer momento 
Se os vegetais couberem em uma panela de barro com capacidade para 150 litros ou menos, um refrigerador de panela de barro é adequado. Armazenar grandes quantidades de vegetais requer um ECC maior. Um bloco ECC pode ser projetado para acomodar os volumes de armazenamento entre aproximadamente 500 e 5.000 litros, consulte a seção "Construção de câmaras de resfriamento evaporativo" do Guia de práticas recomendadas. 
Quantas vezes é necessário?
Variações na necessidade de armazenamento melhorado de vegetais podem surgir devido aos ciclos sazonais de cultivo e colheita, excedentes de produção de vegetais em relação à demanda local e variações climáticas. É importante determinar se existem condições operacionais adequadas para o resfriamento evaporativo para efetivamente fornecer benefícios durante o tempo em que o armazenamento de vegetais é necessário e se a necessidade de armazenamento de vegetais melhorado é frequente o suficiente para que o valor que um ECC ou refrigerador de panela de argila pode fornecer seja maior do que seu custo.

## Impacto

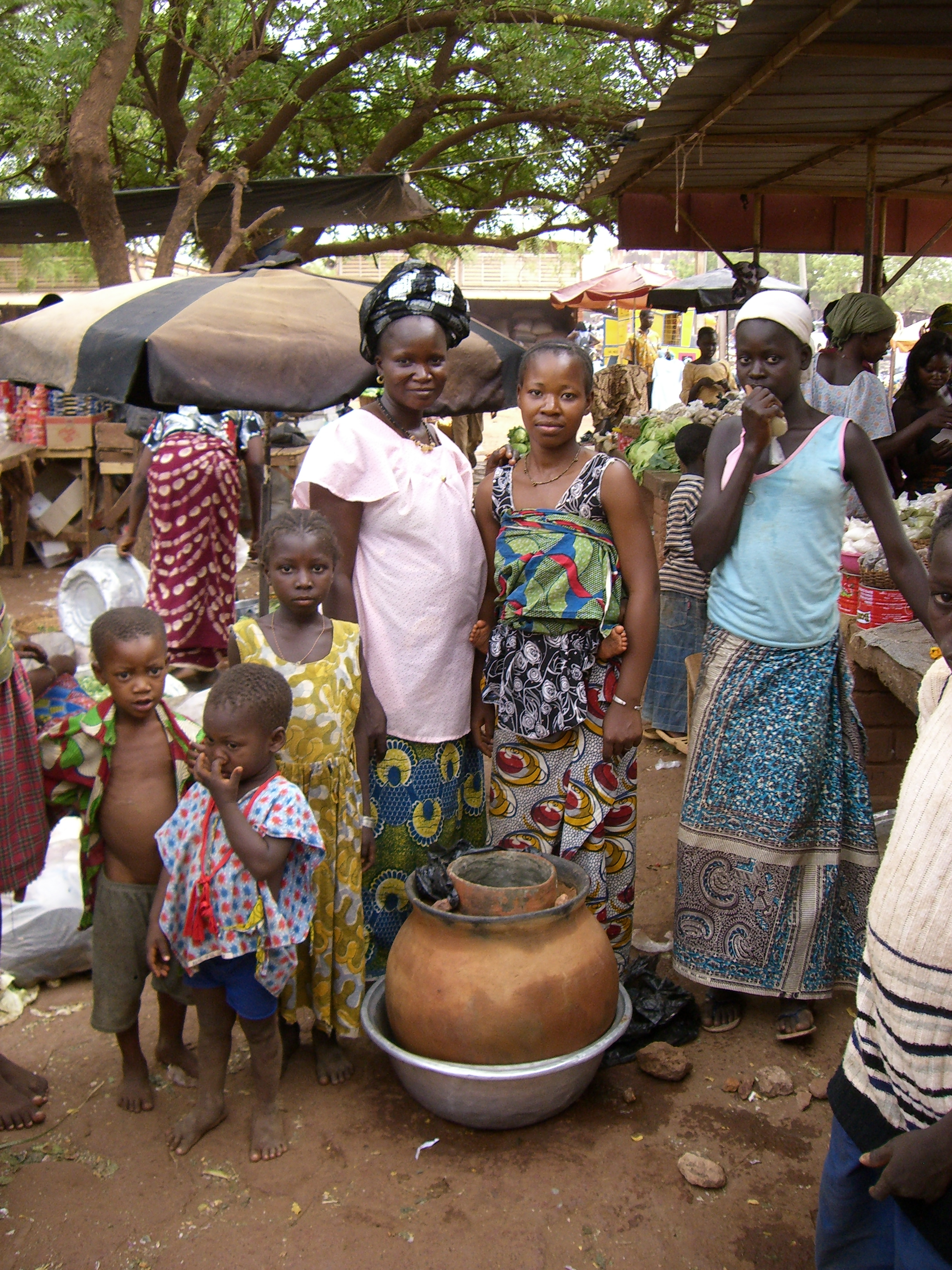
Refrigerador de panela de barro em um mercado em Ouahigouya, Burkina Faso

A refrigeração com panela de barro teve vários impactos positivos sobre a população que os utiliza, além da simples capacidade de manter os alimentos frescos por períodos mais longos e da diminuição dos casos de doenças relacionadas aos alimentos. 
- Aumento dos lucros com a venda de alimentos: como não há pressa em vender alimentos para evitar a deterioração, os agricultores podem vender seus produtos sob demanda e conseguir preços mais altos.
- Oportunidades de emprego rural: Os agricultores podem se sustentar com seus maiores lucros no mercado, retardando a mudança para as cidades. Além disso, a própria criação dos potes gera oportunidades de trabalho.
- Maior variedade da dieta porque os alimentos estão disponíveis por mais tempo durante o ano.

A capacidade de armazenar vacinas e medicamentos que, de outra forma, não estariam disponíveis em áreas sem instalações de refrigeração.
Um zeer custa cerca de 150 naira (aproximadamente US$ 1,00 em 2011) para ser feito na Nigéria e é vendido por 180-200 naira (US$ 1,20 a US$ 1,30 em 2011).